# محفز انقباض الرحم
محفز انقباض الرحم ويعرف أيضًا باسم معجل الولادة، هو عامل يُستعمل لتحفيز زيادة شدة انقباض الرحم. كما يمكن أن يستخدم أيضًا في تحفيز الولادة والتقليل من النزيف الذي يأتي بعدها. وتستعمل بعض مقويات عضلة الرحم تلك كنظائر لهرمون الأوكسيتوسين (OTC) ويؤدي الهرمون وظيفته عن طريق مستقبلات يرتبط بها بطرق معينة ويقوم بتشيطها.
بعض العوامل التي تعمل عمل الأوكسيتوسين بطريقة غير مباشرة:
- مستقبل 5-HT1A: عبارة عن بروتين مسؤول عن تحفيز إفراز هرمون الأوكسيتوسين.
- هرمون السيروتونين: عقار يعمل على مستقبلات 5-HT1A ومستقبلات السيروتونين وتؤدي إلى إفراز الأوكسيتوسين.
- مادة الأرجولين: وتحتوي على ميثيل رجونوفاين، الارغومترين( سينتوميترين)، اسيترجامين.
- البولي بيبتيد: وتشتمل على: كربيتوسين، كرجيتوسين
- كلوكوينوزين: وُصف أن له نفس فاعلية الأوكيستوسين. [1]
- أيبوستان: مثالٌ آخر له نفس الفاعلية كما أن له استخدام في طرق منع الحمل.[2]

البروستاجلاندين:
- بروستاجلاندين F2α.
- بروستاغلاندين E1
- بروستاجلاندين F2 ، كربوبروست[3]
- [فنبروستالين] في المواشي.[4] يشبه هذا المركب إنبروستيل في التركيب وهو نظير طويل المفعول من بروستاجلاندين F2α.

نظائر الأوكسيتوسين
- يوروفوليتروبين: نظير للأكوسيتوسين، بفاعلية أكبر.
- كربيتوسين
- ديموكيتوسين
- (ثيازوليدين-4-حمض الكربوكسيليك)-أوكسيتوكسين

مضادات المخاض:
وعلي العكس من ذلك فإن مضادات المخاض تعمل على معاكسة  انقباض الرحم.على سبيل المثال يعمل  ال اتوسيبان (atosiban) بهذه الطريقة.
الطعام الطبيعي
تناول البقدونس بكميات كبيرة قد يكون له تأثير محفز لانقباض الرحم.